# Прапор Ліберії
Прапор Ліберії — один з офіційних символів держави Ліберія.
Нагадує прапор США і складається з 11 червоних і білих смуг і синього поля з білою зіркою. Одинадцять смуг позначають одинадцять підписів на декларації незалежності, причому червоний колір символізує хоробрість, а білий моральні засади. Біла зірка символізує визволення рабів, а синій квадрат — африканський континент.
Прапор Ліберії є найпоширенішим прапором торговельних кораблів у світі (близько 1600 кораблів ходять під цим прапором). Цей факт пояснюється дешевизною мит за використання прапора в порівнянні з іншими країнами. Мита за використання прапора складають істотну частину прибутків скарбниці Ліберії.